# Fissistigma punctulatum
Fissistigma punctulatum är en kirimojaväxtart som först beskrevs av Henri Ernest Baillon, och fick sitt nu gällande namn av Elmer Drew Merrill. Fissistigma punctulatum ingår i släktet Fissistigma och familjen kirimojaväxter. Inga underarter finns listade i Catalogue of Life.